# Chitrella superba
Chitrella superba es una especie de arácnido del orden Pseudoscorpionida de la familia Syarinidae.

## Distribución geográfica
Se encuentra en Virginia (Estados Unidos).